# Долидович, Сергей Николаевич
Сергей Николаевич Долидович (бел. Сярге́й Мікала́евіч Далідо́віч; род. 18 мая 1973 года в Орше, СССР) — белорусский лыжник, победитель этапа Кубка мира, единственный лыжник в истории, который принимал участие в 7 Олимпийских играх (1994—2018), а также в 12 подряд чемпионатах мира (1995—2017). Специалист дистанционных гонок, предпочитал свободный стиль передвижения на лыжах. Завершил карьеру в 2018 году.

## Спортивная биография
В Кубке мира Долидович дебютировал в 1993 году, в марте 2001 года одержал свою единственную, победу на этапе Кубка мира. Кроме победы имеет одно попадание в тройку лучших на этапах Кубка мира. Лучшим достижением Долидовича в общем итоговом зачёте Кубка мира является 31-е место в сезоне 2000/01.
На Олимпиаде-1994 в Лиллехаммере был 37-м в гонке на 30 км свободным ходом, 70-м в гонке на 10 км классикой, 51-м в гонке преследования и 12-м в эстафете.
На Олимпиаде-1998 в Нагано занял 36-е место в гонке на 30 км классикой, 31-е место в гонке на 50 км коньком и 14-м в эстафете, кроме того стартовал в гонке на 10 км, но не добрался до финиша.
На Олимпиаде-2002 в Солт-Лейк-Сити стартовал в трёх гонках: масс-старт 30 км — 14-е место, преследование 10+10 км — не финишировал, эстафета — 15-е место.
На Олимпиаде-2006 в Турине занял 12-е место в масс-старте на 50 км.
На Олимпиаде-2010 в Ванкувере стартовал в четырёх гонках: 15 км свободным стилем — 35-е место, дуатлон 15+15 км — не финишировал, командный спринт — не финишировал, масс-старт 50 км — 25-е место.
На Олимпиаде-2014 в Сочи в возрасте 40 лет занял 5-е место в масс-старте на 50 км.
За свою карьеру принимал участие в 12 подряд чемпионатах мира (1995—2017), на которых выходил на старт в 34 дисциплинах. Лучший результат — 4-е место в скиатлоне на 30 км на чемпионате мира 2011 года в Хольменколлене. На этом чемпионате Долидович в масс-старте на 50 км уверенно шёл в группе лидеров и фактически претендовал на призовое место, но за несколько сот метров до финиша упал и сломал палку, в результате чего финишировал лишь 10-м.

## Результаты

### Олимпийские игры
| Олимпийские игры    | Спринт | Командный спринт | 10 км раздельный старт | 15 км гонка преследования | 15 км раздельный старт | 30 км раздельный старт | 15+15 км скиатлон | 50 км масс-старт | Эстафета |
| ------------------- | ------ | ---------------- | ---------------------- | ------------------------- | ---------------------- | ---------------------- | ----------------- | ---------------- | -------- |
| 1994 Лиллехаммер    | н/д    | н/д              | 70                     | 51                        | н/д                    | 37                     | н/д               | —                | —        |
| 1998 Нагано         | н/д    | н/д              | —                      | —                         | н/д                    | 36                     | н/д               | 31               | —        |
| 2002 Солт-Лейк-Сити | —      | н/д              | н/д                    | н/д                       | —                      | 14                     | —                 | —                | 15       |
| 2006 Турин          | —      | —                | н/д                    | н/д                       | —                      | н/д                    | —                 | 12               | —        |
| 2010 Ванкувер       | —      | —                | н/д                    | н/д                       | 35                     | н/д                    | DNF               | 25               | —        |
| 2014 Сочи           | —      | —                | н/д                    | н/д                       | 53                     | н/д                    | 33                | 5                | 14       |
| 2018 Пхёнчхан       | —      | —                | н/д                    | н/д                       | —                      | н/д                    | DNF               | —                | —        |

### Чемпионаты мира
| Чемпионаты мира     | Спринт | Командный спринт | 10 км раздельный старт | 15 км гонка преследования | 15 км раздельный старт | 30 км раздельный старт | 15+15 км скиатлон | 50 км масс-старт | Эстафета |
| ------------------- | ------ | ---------------- | ---------------------- | ------------------------- | ---------------------- | ---------------------- | ----------------- | ---------------- | -------- |
| 1995 Тандер-Бей     | н/п    | н/п              | 47                     | —                         | н/п                    | —                      | н/п               | 51               | —        |
| 1997 Тронхейм       | н/п    | н/п              | 43                     | 20                        | н/п                    | 35                     | н/п               | 12               | —        |
| 1999 Рамзау         | н/п    | н/п              | 43                     | 26                        | н/п                    | 32                     | н/п               | 21               | —        |
| 2001 Лахти          | —      | н/п              | н/п                    | н/п                       | —                      | —                      | 28                | 19               | —        |
| 2003 Валь-ди-Фьемме | —      | н/п              | н/п                    | н/п                       | —                      | 32                     | 12                | 27               | —        |
| 2005 Оберстдорф     | —      | 10               | н/п                    | н/п                       | 36                     | н/п                    | 6                 | 20               | —        |
| 2007 Саппоро        | —      | —                | н/п                    | н/п                       | 12                     | н/п                    | —                 | DNF              | 13       |
| 2009 Либерец        | —      | —                | н/п                    | н/п                       | —                      | н/п                    | 26                | 5                | —        |
| 2011 Осло           | —      | —                | н/п                    | н/п                       | —                      | н/п                    | 4                 | 10               | —        |
| 2013 Валь-ди-Фьемме | —      | 10               | н/п                    | н/п                       | 61                     | н/п                    | DNF               | —                | 14       |
| 2015 Фалун          | —      | 11               | н/п                    | н/п                       | 19                     | н/п                    | DNF               | —                | 14       |
| 2017 Лахти          | —      | —                | н/п                    | н/п                       | —                      | н/п                    | 24                | 22               | —        |

## Общественная позиция
Сергей Долидович известен своей принципиальной гражданской позицией. Спортсмен не голосовал за Лукашенко на президентских выборах 2020 года и открыто заявлял об этом. Он неоднократно высказывался против насилия, подписал письмо за честные выборы, защищал национальную символику, поддерживал политических заключённых. С тех пор у него возникали постоянные проблемы с доступом к соревнованиям. Долидович рассказывал о негласном запрете со стороны белорусской власти на участие его самого и группы, которую он тренирует, на соревнования и сборы за границу, а также о препятствии в отношении его дочери, которая занимается лыжным спортом.
8 февраля 2022 года Сергей Долидович сообщил о своей вынужденной эмиграции вместе со своей семьёй в Польшу.

## Награды
- Орден Почёта (2014 год)[14].